# Nikita Kakkoev
Nikita Igorevič Kakkoev (in russo Никита Игоревич Каккоев?; Segeža, 22 agosto 1999) è un calciatore russo, difensore del Nižnij Novgorod.

## Caratteristiche tecniche
È un difensore centrale.

## Carriera

### Club
Cresciuto nel settore giovanile dello Zenit San Pietroburgo, debutta in prima squadra il 1º aprile 2018 in occasione dell'incontro di Prem'er-Liga vinto 2-1 contro l'Ufa.

### Nazionale
Ha giocato nelle nazionali giovanili russe Under-18, Under-19 ed Under-20.

## Statistiche

### Presenze e reti nei club
Statistiche aggiornate al 31 luglio 2021.
| Stagione        | Squadra               | Campionato      | Campionato | Campionato | Coppe nazionali | Coppe nazionali | Coppe nazionali | Coppe continentali | Coppe continentali | Coppe continentali | Altre coppe | Altre coppe | Altre coppe | Totale | Totale |
| Stagione        | Squadra               | Comp            | Pres       | Reti       | Comp            | Pres            | Reti            | Comp               | Pres               | Reti               | Comp        | Pres        | Reti        | Pres   | Reti   |
| --------------- | --------------------- | --------------- | ---------- | ---------- | --------------- | --------------- | --------------- | ------------------ | ------------------ | ------------------ | ----------- | ----------- | ----------- | ------ | ------ |
| 2016-2017       | Zenit-2               | 1D              | 2          | 0          |                 | -               | -               |                    | -                  | -                  |             | -           | -           | 2      | 0      |
| 2017-2018       | Zenit-2               | 1D              | 17         | 1          |                 | -               | -               |                    | -                  | -                  |             | -           | -           | 17     | 1      |
| 2018-2019       | Zenit-2               | 1D              | 4          | 0          |                 | -               | -               |                    | -                  | -                  |             | -           | -           | 4      | 0      |
| 2017-2018       | Zenit San Pietroburgo | PL              | 1          | 0          | CR              | 0               | 0               |                    | -                  | -                  |             | -           | -           | 1      | 0      |
| 2018-2019       | Tom' Tomsk            | 1D              | 9+2        | 1+0        | CR              | 0               | 0               |                    | -                  | -                  |             | -           | -           | 11     | 1      |
| 2019-2020       | Tom' Tomsk            | 1D              | 19         | 0          | CR              | 2               | 0               |                    | -                  | -                  |             | -           | -           | 21     | 0      |
| 2020-2021       | Nižnij Novgorod       | 1D              | 29         | 2          | CR              | 2               | 0               |                    | -                  | -                  |             | -           | -           | 31     | 2      |
| 2021-2022       | Nižnij Novgorod       | PL              | 4          | 0          | CR              | 0               | 0               |                    | -                  | -                  |             | -           | -           | 4      | 0      |
| Totale carriera | Totale carriera       | Totale carriera | 87         | 4          |                 | 4               | 0               |                    | -                  | -                  |             | -           | -           | 91     | 4      |